# ISO 3166-2:ZM
ISO 3166-2:ZM — стандарт Международной организации по стандартизации, который определяет геокоды. Является подмножеством стандарта ISO 3166-2, относящимся к Замбии.
Стандарт охватывает 9 провинций Замбии. Каждый геокод состоит из двух частей: кода Alpha 2 по стандарту ISO 3166-1 для Замбии — ZM и дополнительного кода, записанных через дефис. Дополнительный код образован двухсимвольным числом. Геокоды провинций Замбии являются подмножеством кодов домена верхнего уровня — ZM, присвоенного Замбии в соответствии со стандартами ISO 3166-1.

## Геокоды Замбии

Геокоды провинций Замбии по стандарту ISO 3166-2:ZM

| Геокод | Административная единица | Статус    |
| ------ | ------------------------ | --------- |
| ZM-03  | Восточная                | провинция |
| ZM-01  | Западная                 | провинция |
| ZM-08  | Коппербелт               | провинция |
| ZM-04  | Луапула                  | провинция |
| ZM-09  | Лусака                   | провинция |
| ZM-05  | Северная                 | провинция |
| ZM-06  | Северо-Западная          | провинция |
| ZM-02  | Центральная              | провинция |
| ZM-07  | Южная                    | провинция |

## Геокоды пограничных Замбии государств
- Демократическая Республика Конго — ISO 3166-2:CD (на севере),
- Танзания — ISO 3166-2:TZ (на северо-востоке),
- Малави — ISO 3166-2:MW (на востоке),
- Ботсвана — ISO 3166-2:BW (на юге),
- Зимбабве — ISO 3166-2:ZW (на юге),
- Намибия — ISO 3166-2:NA (на юге),
- Мозамбик — ISO 3166-2:MZ (на юге),
- Ангола — ISO 3166-2:AO (на западе).